# نیدلتون (کلرادو)
نیدلتون (به انگلیسی: Needleton) یک منطقهٔ مسکونی در ایالات متحده آمریکا است که در شهرستان سن خوان، کلرادو واقع شده‌است. نیدلتون ۲٬۵۲۲٫۸۶ متر بالاتر از سطح دریا واقع شده‌است.